# El hobbit anotado
El hobbit anotado es una obra editada por Douglas A. Anderson. Se trata de una versión con apostillas y comentarios de la novela El hobbit de J. R. R. Tolkien. Fue publicado por primera vez el 28 de octubre de 1988 por la editorial americana Houghton Mifflin, coincidiendo con el quincuagésimo aniversario de la publicación americana de El hobbit, y después en 1989, por la editorial Unwin Hyman. En 2002, el texto fue revisado y aumentado en una nueva edición, debido a la aparición de numerosos textos inéditos que esclarecían el texto de El hobbit.
En esta obra, Anderson presenta las inspiraciones de Tolkien a lo largo de la lectura del texto, así como las diversas modificaciones que Tolkien pudo hacer al texto original. También presenta numerosas ilustraciones, del propio Tolkien y provenientes de las distintas traducciones internacionales de El hobbit, además de un apéndice con información sobre las runas empleadas en El hobbit, y un mapa de las Tierras Ásperas. En la edición de 2002, la obra presenta en otro apéndice una versión inédita del texto «La búsqueda de Erebor», del cual se publicaron otras dos versiones unos años atrás en los Cuentos inconclusos de Númenor y la Tierra Media de Christopher Tolkien.
En español fue publicado en diciembre de 1990 (reimpreso en septiembre de 1993) por Ediciones Minotauro. El 24 de noviembre de 2006 se publicó también la edición revisada y ampliada.